# Laslos tema
Laslos tema er en kortfilm fra 1997 instrueret af Claus Ploug efter eget manuskript.

## Handling
Laslo spiller saxofon og har gjort det i mange år uden den store succes. Han har ikke noget sted at bo og driver rundt på små cafeer. Da han en aften møder den dejlige Nicole, som lige er kommet ind fra provinsen, forandres hans liv. Nicole vil gerne være sangerinde, og Laslo er hendes elsker og læremester. Nicole har talent for at synge og får hurtigt succes. Hun elsker og beundrer sin Laslo, og i begyndelsen synger hun kun sammen med Laslo, men inden længe får hun en stor opgave for et pladeselskab.